# قصر الشتاء
قصر الشتاء (بالروسية: Зимний дворец، نسخ الروسية: Zimnij dvorets، الألفبائية الصوتية الدولية: [ˈzʲimnʲɪj dvɐˈrʲɛts]) هو قصر في سانت بطرسبرغ، كان بمثابة المقر الرسمي للأباطرة الروس منذ عام 1732 حتى عام 1917. اعتبارًا من عام 2021 شكل القصر والمباني المجاورة متحف هيرميتاج. يقع بين ضفة القصر وساحته، بجوار موقع قصر الشتاء الأصلي لبطرس الأكبر، جرى بناء القصر الشتوي الحالي والرابع وتغييره بشكل مستمر تقريبًا بين أواخر ثلاثينيات القرن الثامن عشر وعام 1837، عندما تعرض لأضرار بالغة جراء حريق أعيد بناؤه على الفور. أصبح اقتحام القصر في عام 1917، كما جرى تصويره في فن الدعاية السوفيتية وفي فيلم أكتوبر عام 1927 لسيرجي آيزنشتاين، رمزًا أيقونيًا للثورة الروسية.
شيد الأباطرة قصرهم على مساحة هائلة بهدف عكس قوة الإمبراطورية الروسية. ومن القصر، حكم القياصرة أكثر من 22,800,000 كيلومتر مربع (8,800,000 ميل مربع) (نحو 1/6 من مساحة الأرض)، و125 مليون شخص بحلول نهاية القرن التاسع عشر. شارك العديد من المهندسين المعماريين في تصميم قصر الشتاء - وأبرزهم الإيطالي بارتولوميو راستريللي (1700-1771) - فيما أصبح يُعرف باسم الطراز الباروكي الإليزابيثي. يتميز القصر ذو اللونين الأخضر والأبيض بالشكل العام لمستطيل ممدود، ويبلغ طول واجهته الرئيسية 215 مترًا (705 قدمًا) وارتفاعها 30 مترًا (98 قدمًا). وفقًا للحسابات يحتوي قصر الشتاء على 1886 بابًا و1945 نافذة و1500 غرفة و117 درجًا. وبعد حريق خطير، تركت إعادة بناء القصر عام 1837 المظهر الخارجي دون تغيير، ولكن أعيد تصميم أجزاء كبيرة من الداخل ضمن مجموعة متنوعة من الأذواق والأنماط، ما أدى إلى وصف القصر بأنه «قصر مستوحى من القرن التاسع عشر بنموذج على طراز الروكوكو».
في عام 1905 وقعت مذبحة الأحد الدامي عندما سار المتظاهرون نحو قصر الشتاء، ولكن بحلول هذا الوقت اختارت العائلة الإمبراطورية العيش في قصر ألكسندر الأكثر أمانًا وانعزالًا في تسارسكي سيلو، وعادوا إلى قصر الشتاء فقط لحضور المناسبات الرسمية والخاصة بالدولة. وبعد ثورة فبراير عام 1917، أصبح القصر لفترة قصيرة مقرًا للحكومة الروسية المؤقتة، بقيادة ألكسندر كيرينسكي. وفي وقت لاحق من نفس العام، اقتحمت مفرزة من جنود الحرس الأحمر والبحارة القصر، وكانت لحظة حاسمة في ولادة الدولة السوفيتية.

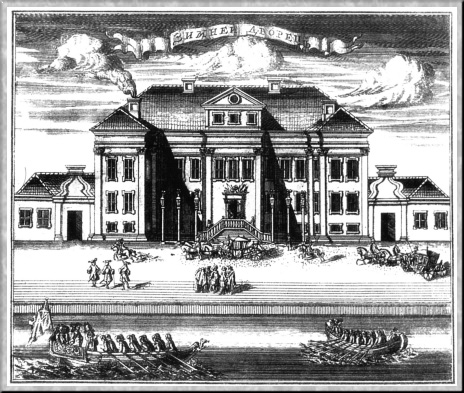
أول قصر شتوي ، صمم في عام 1711 لبطرس الأكبر ، من قبل دومينيكو تريزيني الذي ، بعد 16 عامًا ، كان من المقرر أن يصمم القصر الشتوي الثالث

## قصر الشتاء لبطرس الأكبر (1711-1753)

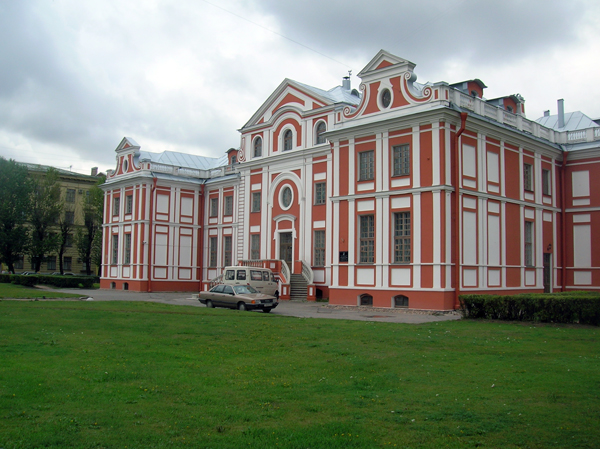
كيكين تشامبرز في سان بطرسبرغ (1714)

عند عودته من مهمته الدبلوماسية الكبرى في عام 1698، بدأ بطرس الأول من روسيا بسياسة التغريب والتوسع التي كانت تهدف إلى تحويل روسيا القيصرية إلى إمبراطورية روسية وقوة أوروبية كبرى. تجلت هذه السياسة باستخدام الطوب والملاط عند إنشاء مدينة سانت بطرسبرغ الجديدة في عام 1703. كانت ثقافة وتصميم المدينة الجديدة بمثابة رفض واعٍ للعمارة الروسية التقليدية المتأثرة بالبيزنطية، مثل عمارة باروك نارشكين التي كانت عصرية آنذاك، لصالح العمارة المستوحاة من الطراز الكلاسيكي السائدة في المدن الكبرى في أوروبا. قصد القيصر أن تصمم مدينته الجديدة بأسلوب عصر النهضة الفلمنكي، والذي عُرف لاحقًا باسم الباروك البطرسي، وكان هذا هو النمط الذي اختاره لقصره الجديد في المدينة. كان أول سكن ملكي في الموقع عبارة عن كوخ خشبي متواضع كانت يُعرف آنذاك باسم منزل بطرس الأول، والذي جرى بناؤه عام 1704، وكان يطل على نهر نيفا. في عام 1711 نُقل إلى بتروفسكايا نابيرجنايا، حيث لا يزال قائمًا. مع إخلاء الموقع، شرع القيصر ببناء منزل أكبر بين عامي 1711 و1712. هذا المنزل، الذي يشار إليه اليوم باسم قصر الشتاء الأول، صممه دومينيكو تريزيني.
كان القرن الثامن عشر فترة تطور كبير في العمارة الملكية الأوروبية، إذ تقلصت الحاجة إلى إقامة محصنة تدريجيًا. تسارعت هذه العملية، التي بدأت في أواخر القرن السادس عشر، وسرعان ما حلت القصور الكلاسيكية العظيمة محل القلاع المحصنة في جميع أنحاء الدول الأوروبية الأكثر قوة. أحد أقدم الأمثلة وأبرزها كان قصر فرساي للويس الرابع عشر. اكتمل إلى حد كبير بحلول عام 1710، زاد قصر فرساي - بحجمه وروعته - من التنافس بين ملوك أوروبا. كان بطرس الأكبر في روسيا، حريصًا على الترويج لجميع المفاهيم الغربية، يتمنى أن يكون له قصر حديث مثل زملائه من الملوك. ومع ذلك، على عكس بعض خلفائه، لم يطمح بطرس الأول لمنافسة فرساي.
كان قصر الشتاء الأول عبارة عن مبنى متواضع من طابقين رئيسيين تحت سقف من حجر الأردواز. يبدو أن بطرس سرعان ما سئم من القصر الأول، ففي عام 1721 بنيت النسخة الثانية من القصر الشتوي تحت إشراف المهندس المعماري جورج ماتارنوفي. رغم أن قصر ماتارنوفي كان متواضعًا جدًا مقارنة بالقصور الملكية في العواصم الأوروبية الأخرى، بني على طابقين فوق طابق أرضي ريفي، مع بروز مركزي تحت قوصرة تدعمها أعمدة. وفيه توفي بطرس الأكبر عام 1725.
لم يكن قصر الشتاء هو القصر الوحيد في المدينة غير المكتملة، أو حتى الأكثر روعة، إذ أمر بطرس نبلاءه ببناء مساكن من الحجارة وقضاء نصف العام هناك، وكان ذلك أمرًا غير معتاد. تأسست سانت بطرسبرغ على مستنقع، مع القليل من ضوء الشمس، حتى قيل أن الملفوف واللفت فقط قد ينموان هناك. وكان ممنوعًا قطع الأشجار لاستخدامها كوقود، لذلك سمح الماء الساخن مرة واحدة فقط في الأسبوع. كانت زوجة بطرس الثانية، الإمبراطورة كاثرين، هي الوحيدة التي يبدو أنها تستمتع بالحياة في المدينة الجديدة.
نتيجة لضغط عمل العبيد من جميع أنحاء الإمبراطورية، تقدم العمل في المدينة بسرعة. تشير التقديرات إلى أن 200,000 شخص لقوا حتفهم خلال عشرين عامًا أثناء بناء المدينة. وصف أحد الدبلوماسيين في ذلك الوقت المدينة بأنها «كومة من القرى مرتبطة ببعضها البعض، مثل بعض المزارع في جزر الهند الغربية»، بعد بضع سنوات فقط وصفها بأنها «من عجائب الدنيا، بالنظر إلى قصورها الرائعة». لا تزال بعض هذه القصور الجديدة على الطراز الباروكي الفلمنكي المحبوب لبطرس قائمة، مثل قاعة كيكين وقصر مينشيكوف.

## القصر 1725-1855

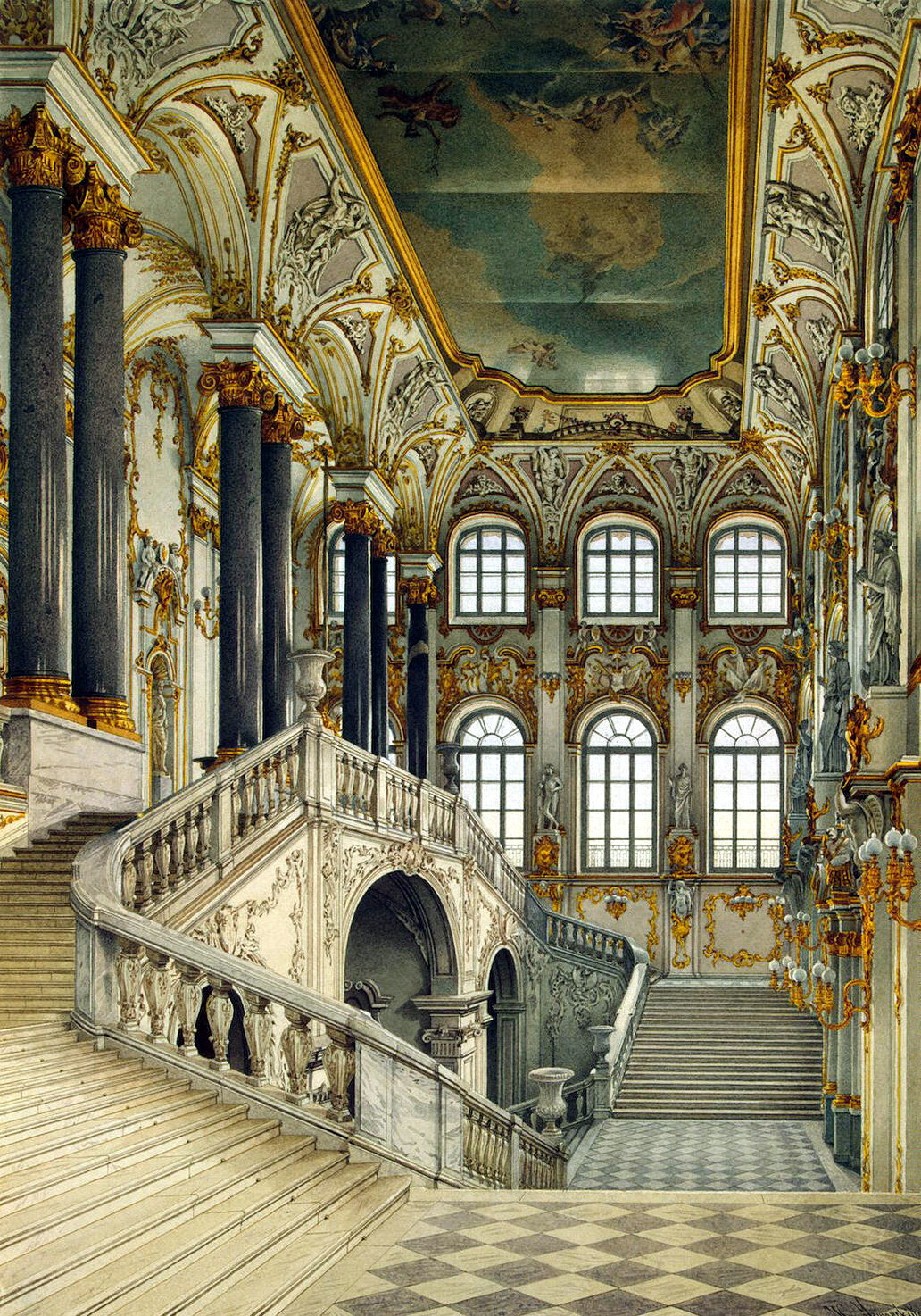
الدرج الرئيسي أو "دَرَج الأردن" (8 في المخطط أدناه) ، يسمى كذلك لأنه في عيد الغطاس نزل القيصر هذا الدرج الإمبراطوري في حالة احتفال "نعمة المياه". إنه أحد الأجزاء القليلة من القصر التي تحتفظ بطراز الروكوكو الذي يعود إلى القرن الثامن عشر في راستريللي. ومع ذلك ، تمت إضافة أعمدة الجرانيت الرمادي الضخمة في منتصف القرن التاسع عشر. لوحة لكونستانتين أوختومسكي

عند وفاة بطرس الأكبر في عام 1725، كانت مدينة سانت بطرسبرغ لا تزال بعيدة عن كونها مركز الثقافة والحضارة الغربية التي تصورها. غادر العديد من الأرستقراطيين الذين أجبرهم القيصر على العيش في سانت بطرسبرغ. جابت الذئاب الساحات ليلًا بينما كانت مجموعات من العبيد الساخطين يعملون تحت الضغط، وكانوا قد أحضروا لبناء مدينة القيصر الجديدة وأسطول البلطيق، وكثيرًا ما تمردوا.
خلف بطرس الأول أرملته، كاثرين الأولى، التي حكمت حتى وفاتها عام 1727. وخلفها بدورها حفيد بطرس الأول بطرس الثاني، الذي وسع قصر ماتارنوفي على يد المهندس المعماري دومينيكو تريزيني في عام 1727. كان تريزيني، الذي صمم القصر الصيفي في عام 1711، أحد أعظم دعاة أسلوب الباروك البطرسي، وأعاد تصميم القصر الموجود في ماتارنوفي بالكامل ووسعه إلى الحد الذي أصبح فيه قصر ماتارنوفي بأكمله مجرد واحد من اثنين من الأجنحة المنتهية في قصر الشتاء الجديد والثالث. كان القصر الثالث، مثل الثاني، على طراز الباروك البطرسي.
في عام 1728، بعد وقت قصير من اكتمال القصر الثالث، انتقل البلاط الإمبراطوري في سانت بطرسبرغ إلى موسكو، وفقد قصر الشتاء مكانته كمقر إمبراطوري رئيسي. وأصبحت موسكو العاصمة مرة أخرى، وهو الوضع الذي مُنح لسانت بطرسبرغ في عام 1713. بعد وفاة بطرس الثاني في عام 1730، انتقل العرش إلى ابنة أخت بطرس الأول، آنا إيفانوفنا، دوقة كورلاند.

## البناء

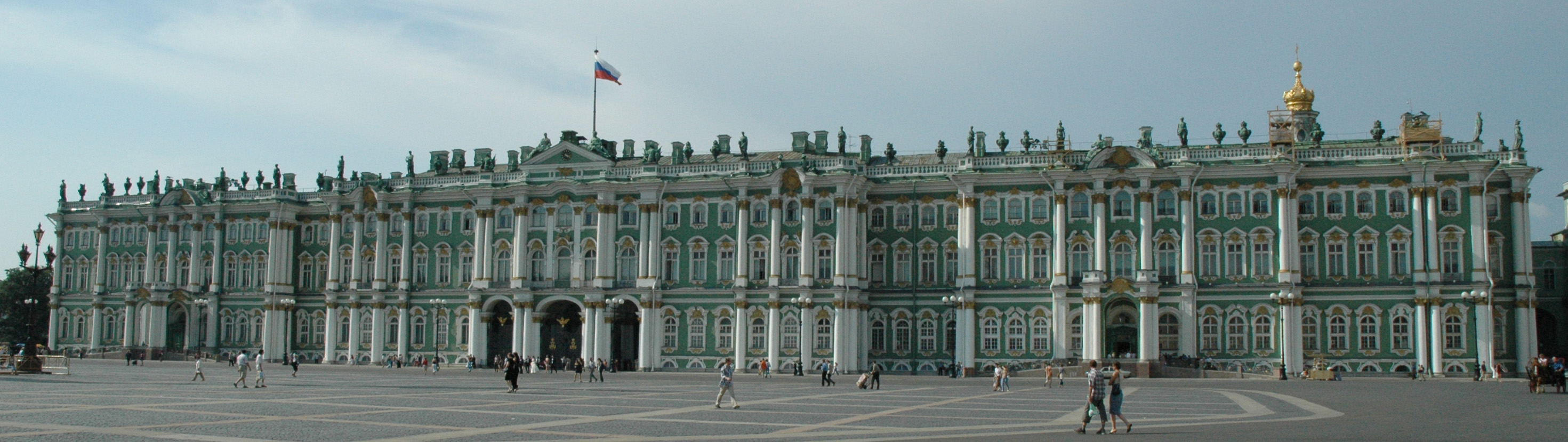
قصر الشتاء.

شُيد القصر من قبل المهندس الإيطالي راستريللي على الطراز الباروكي، وتزيد مساحته عن 17 ألف متر مربع، ويتميز بتدرج اللون الأخضر الخلاب، والأعمدة الكورنثية، والرموز والأشكال الزخرفية المرتبطة بتاريخ روسيا. يضم القصر في الوقت الحالي متحف الإرميتاج بعيد الصيت عالميًّا. وأمام قصر الشتاء، في وسط ميدان القصر، يقف عمود ألكسندر الذي تم بناؤه تمجيدًا لذكرى القيصر ألكسندر الأول (1777-1825). وقد تم تصميم العمود على يد المهندس المعماري الفرنسي أوجست ريتشارد دي مونتفيراند (1786-1858)، وهو من صمم أيضًا كاتدرائية القديس إسحق في سانت بطرسبرغ (أضخم وأطول كاتدرائية روسية أرثوذكسية في هذا الوقت). يزن العمود 550 طنًّا متريًّا، وهو مصنوع من الغرانيت الأحمر. وصفته إحدى المقالات في عام 1886 في مجلة هاربر بأنه «أضخم حجر منليث في العصور الحديثة. ...إنه عمود أحادي مصنوع من الغرانيت الأحمر، يبلغ ارتفاعه 84 قدمًا، وقطره 14 قدمًا، يستقر على قاعدة مكعبة منليثية ارتفاعها 25 قدمًا، ويعلوه رأس برونزي يقف عليه ملاك وصليب؛ وبذلك يكون الارتفاع الإجمالي للعمود 154 قدمًا».